# Xã Evening Shade, Quận Greene, Arkansas
Xã Evening Shade (tiếng Anh: Evening Shade Township) là một xã thuộc quận Greene, tiểu bang Arkansas, Hoa Kỳ. Năm 2010, dân số của xã này là 41 người.